# ロシア・ビヨンド
ロシア・ビヨンド（英: Russia Beyond）はロシアの国営通信社であるRIAノーボスチが設立したロシア・トゥデイの運営する多言語メディアである。日本語版が存在する同じく政府系メディアのSputnikと比べ、政治的な話題は少なくロシア文化などに焦点を当てた記事が多いのが特徴である。

## 歴史
2007年にロシアビヨンドヘッドラインはロシア新聞によって発行が開始され、2016年にはロシア・トゥデイに吸収された。2017年に紙での頒布をやめロシア・ビヨンドとなった。日本では2011年からロシアNOWという名前で読売新聞の折り込みとして配布されていた。その後紙面での発行が中止されオンライン版のみになった際、ロシア・ビヨンドに名前を変更した。